# Kennard Olga
Kennard Olga, Lady Burgen (Budapest, 1924. március 23. – 2023. március 2.) magyar származású brit kémikus.

## Életpályája
1939-ben családjával az Egyesült Királyságba költözött, a növekvő magyarországi antiszemitizmus miatt. Az Egyesült Királyságban az eveshami Hove County School for Girls és Prince Henry VIII gimnáziumban tanult. A cambridge-i Newnham College-ba járt, ahol természettudományokat tanult akkoriban, amikor a nők hivatalosan nem kaptak diplomát. 
1944–1948 között a cambridge-i Cavendish Laboratórium tudományos munkatársa volt. 1948-ban MA fokozatot szerzett. 1948–1961 között a londoni Egészségügyi Tudományos Tanács munkatársa volt. 1961–1989 között a Cambridge-i Egyetem külső munkatársa volt. 
1965–1997 között a cambridge-i krisztallográfiai számítógépközpont igazgatója; az egyetem kémiai laboratóriumának kristálykémiai vezetője volt. 1969–1989 között különleges megbízott munkatárs volt. 1973-ban DSc fokozatot szerzett. 
1987 óta volt a Royal Society tagja. 1988–1990 között a Londoni Egyetem vendégprofesszora. 1993-ban az Európai Akadémia tagjává választották. 2003-ban a Cambridge-i Egyetem honoris causa jogi doktorává nyilvánította.

### Munkássága
Kb. 200 közleményt írt a röntgenkrisztallográfia, a molekuláris biológia és az információtechnológia tárgyköréből. Kutatásai a szerves molekulák szerkezetének meghatározására irányultak, beleértve az adenozin-trifoszfát első 3D-s szerkezetét és különösen a DNS különböző formáit. JD Bernallal együtt hitt a tudományos adatok központi archívumban történő összegyűjtésének értékében, így indult el a Cambridge Structural Database (CSD), amely főleg szerves molekulák kristályszerkezeteit gyűjti össze. Részt vett a CSD-nél a Protein Data Bank és az EMBL nukleotidszekvencia adattár (később European Nucleotide Archive) megalapításában is.

## Családja
Szülei: Joir és Catherina Weisz voltak. 1948–1961 között David Kennard volt a férje. 1993–2022 között Sir Arnold Burgen (1922-2022) volt a párja. Két lánya született. Unokahúga Rachel Weisz angol színésznő.

## Díjai
- Royal Society of Chemistry díja (1980)

## Fordítás
- Ez a szócikk részben vagy egészben  az   Olga Kennard című angol Wikipédia-szócikk ezen változatának fordításán alapul.  Az eredeti cikk szerkesztőit annak laptörténete sorolja fel. Ez a jelzés csupán a megfogalmazás eredetét és a szerzői jogokat jelzi, nem szolgál a cikkben szereplő információk forrásmegjelöléseként.